# Save Me (canção de Shinedown)
"Save Me" é uma canção escrita por Brent Smith e Tony Battaglia, gravada pela banda Shinedown.
É o primeiro single do segundo álbum de estúdio lançado em 2005 Us and Them.
A canção surgiu, quando Brent Smith, tinha apenas quinze anos de idade e começava a fazer faixas demo.

## Paradas
| Ano  | Parada                     | Posição |
| ---- | -------------------------- | ------- |
| 2005 | Hot Mainstream Rock Tracks | 1       |
| 2005 | Modern Rock Tracks         | 2       |
| 2005 | Billboard Hot 100          | 72      |